# Федерални политехнички универзитет у Лозани
Федерални Политехнички Универзитет у Лозани (EPFL) је државни универзитет који се налази у Лозани, Швајцарска. Специјализован је за природне науке и инжењерство. Један је од два швајцарска федерална политехничка института, са три главне мисије: образовање, истраживање и иновације.